# UCI-Mountainbike-Weltcup 1991
Beim UCI-Mountainbike-Weltcup 1991 wurden durch die Union Cycliste Internationale erstmals Weltcup-Sieger ermittelt.
Es fanden nur Wettbewerbe im Cross-Country statt, die an neun unterschiedlichen Weltcup-Stationen in Europa und Nordamerika ausgetragen wurden.

## Cross-Country

### Frauen Elite
| Rnd | Datum        | Ort                | Erste           | Zweite           | Dritte           |
| --- | ------------ | ------------------ | --------------- | ---------------- | ---------------- |
| 1   | 28. April    | Bassano del Grappa | Juliana Furtado | Sara Ballantyne  | Regina Stiefl    |
| 2   | 5. Mai       | Manosque           | Juliana Furtado | Sara Ballantyne  | Regina Stiefl    |
| 3   | 26. Mai      | Groesbeek          | Regina Stiefl   | Chantal Daucourt | Silvia Fürst     |
| 4   | 23. Juni     | Mont Sainte-Anne   | Sara Ballantyne | Silvia Fürst     | Juliana Furtado  |
| 5   | 30. Juni     | Traverse City      | Juliana Furtado | Sara Ballantyne  | Regina Stiefl    |
| 6   | 21. Juli     | Mammoth Lakes      | Ruthie Matthes  | Sara Ballantyne  | Tammy Jacques    |
| 7   | 28. Juli     | Park City          | Juliana Furtado | Ruthie Matthes   | Sara Ballantyne  |
| 8   | 1. September | Château-d’Oex      | Alison Sydor    | Sara Ballantyne  | Silvia Fürst     |
| 9   | 8. September | Berlin             | Susan De Mattei | Sara Ballantyne  | Chantal Daucourt |

Gesamtwertung
| Platz | Name            | Punkte |
| ----- | --------------- | ------ |
| 1.    | Sara Ballantyne |        |
| 2.    | Juliana Furtado |        |
| 3.    | Regina Stiefl   |        |

### Männer Elite
| Rnd | Datum        | Ort                | Erster       | Zweiter        | Dritter            |
| --- | ------------ | ------------------ | ------------ | -------------- | ------------------ |
| 1   | 28. April    | Bassano del Grappa | Tim Gould    | Ondrej Glajza  | Rishi Grewal       |
| 2   | 5. Mai       | Manosque           | John Tomac   | Tom Rogers     | Mike Kloser        |
| 3   | 26. Mai      | Groesbeek          | Peter Hric   | Mike Kluge     | Volker Krukenbaum  |
| 4   | 23. Juni     | Mont Sainte-Anne   | Daryl Price  | David Wiens    | Gerhard Zadrobilek |
| 5   | 30. Juni     | Traverse City      | Rishi Grewal | Henrik Djernis | Jan Wiejak         |
| 6   | 21. Juli     | Mammoth Lakes      | David Wiens  | John Tomac     | Ned Overend        |
| 7   | 28. Juli     | Park City          | Ned Overend  | Tom Rogers     | Tinker Juarez      |
| 8   | 1. September | Château-d’Oex      | Tim Gould    | Mike Kloser    | David Wiens        |
| 9   | 8. September | Berlin             | John Tomac   | Tinker Juarez  | Gerhard Zadrobilek |

Gesamtwertung
| Platz | Name               | Punkte |
| ----- | ------------------ | ------ |
| 1.    | John Tomac         |        |
| 2.    | Gerhard Zadrobilek |        |
| 3.    | David Wiens        |        |